# Fritillaria ruthenica
Fritillaria ruthenica är en liljeväxtart som beskrevs av Wikst. Fritillaria ruthenica ingår i Klockliljesläktet och i familjen liljeväxter. Inga underarter finns listade.

## Bildgalleri

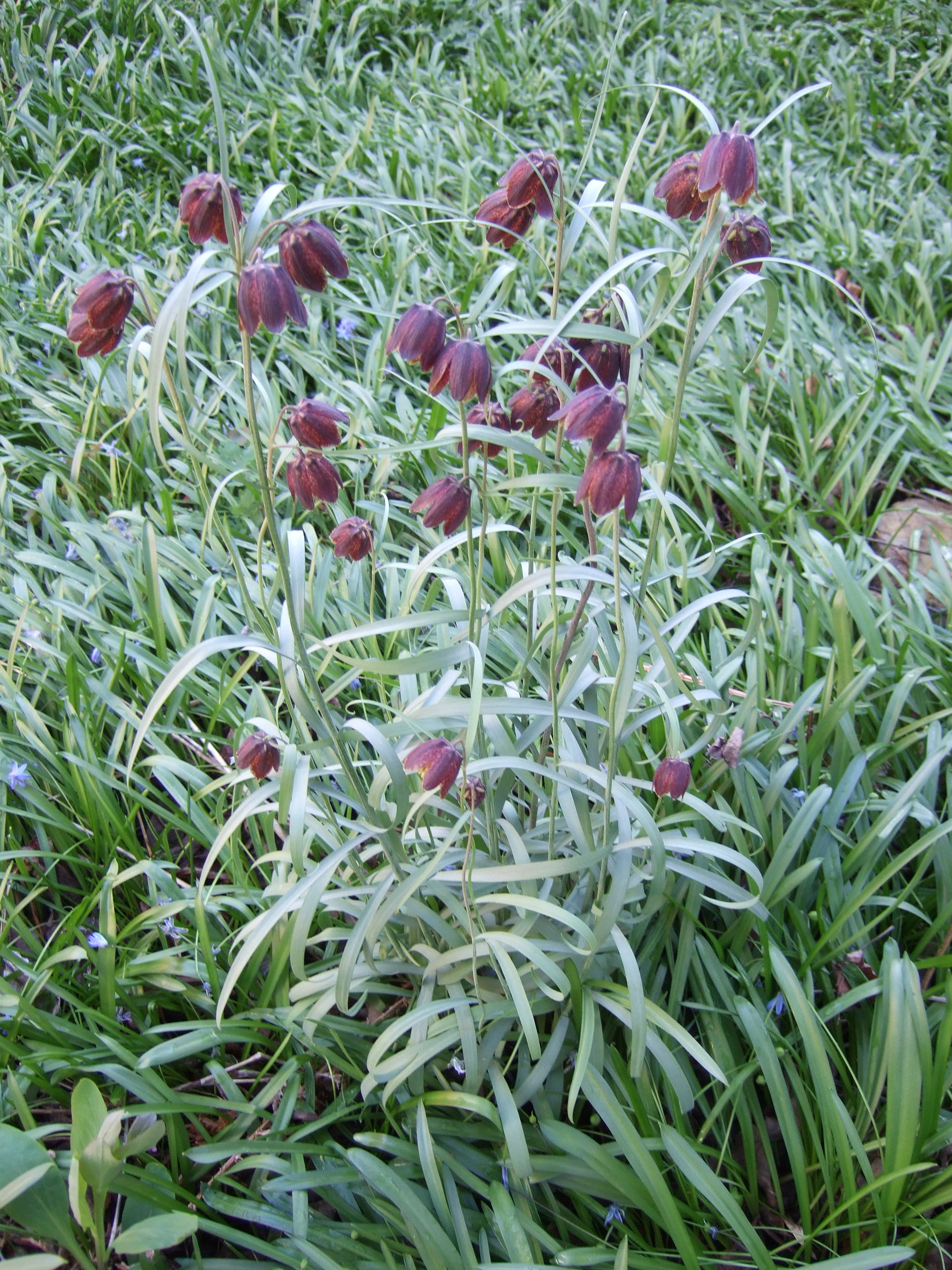
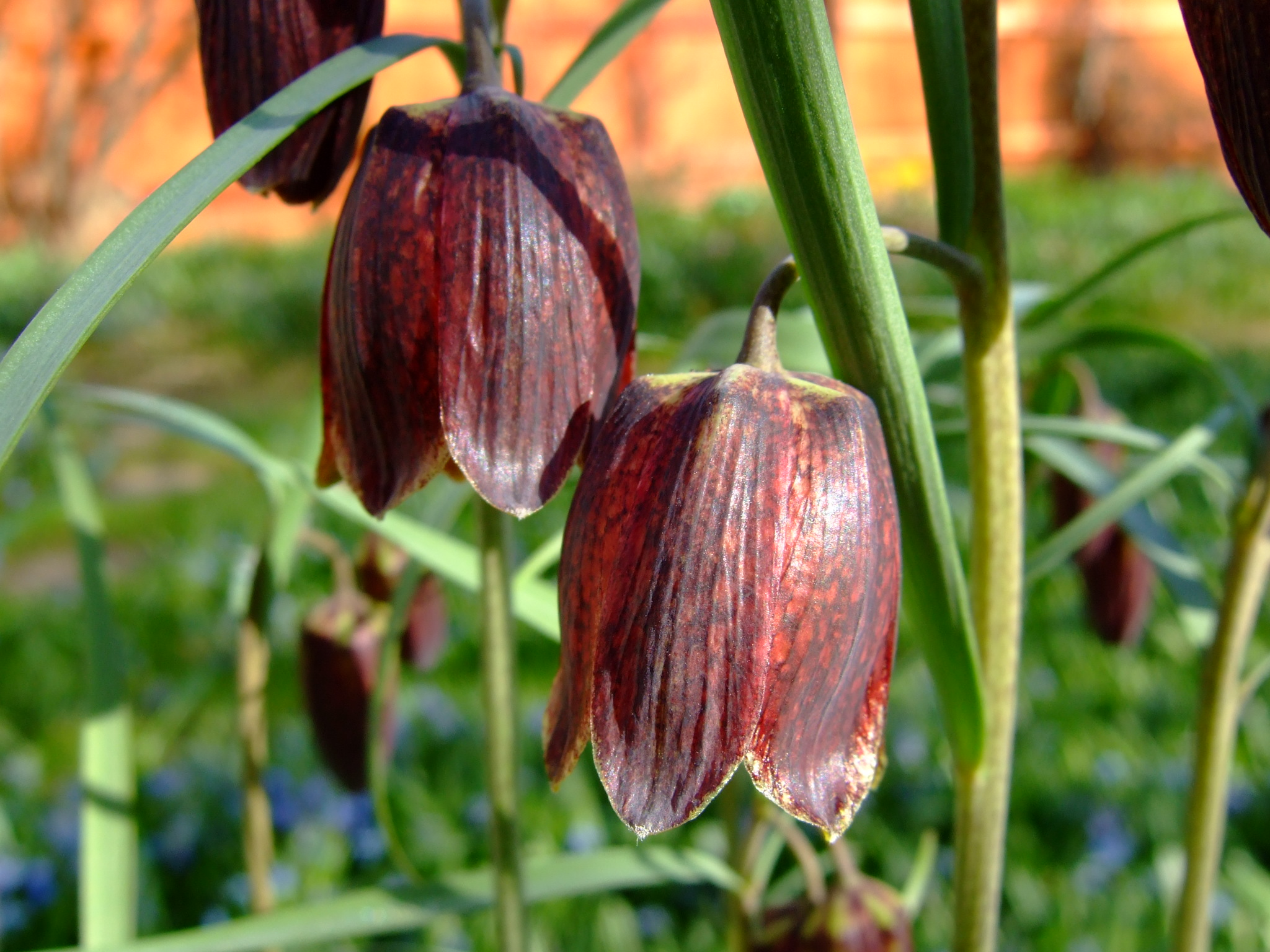
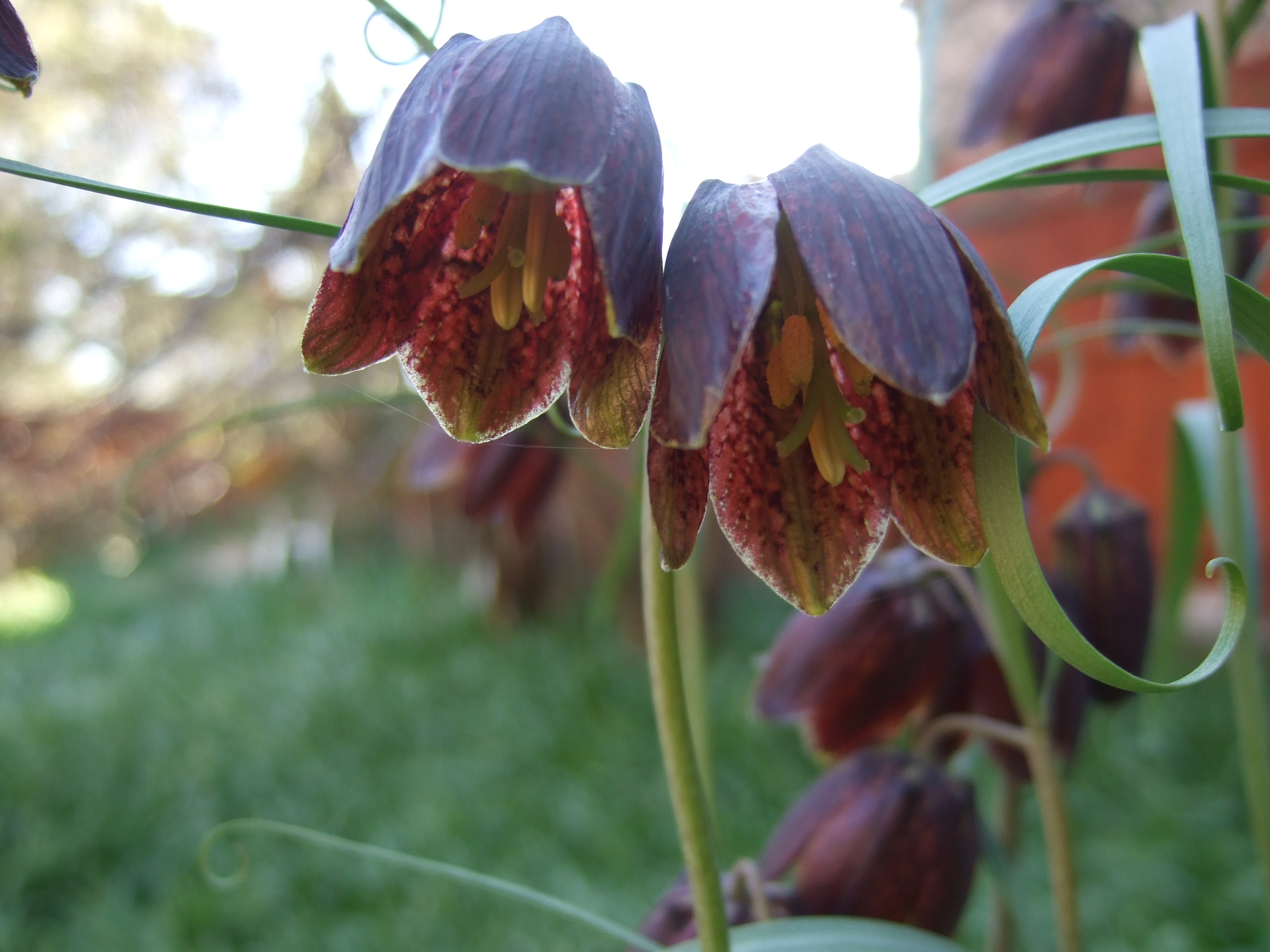